# Association sportive et culturelle Jeanne d'Arc
L'Association Sportive et Culturelle Jeanne d'Arc est un club omnisports sénégalais basé à Dakar.

## Histoire
La Jeanne d'Arc est fondée le 21 septembre 1921 à Dakar par le révérend Pierre Le Coq en tant que patronage. Elle devient par la suite une association apolitique et laïque ; néanmoins, par tradition, dans les années 1980, un représentant de l'Archevêque de Dakar assiste au Comité directeur du club.
Dans les années 1980, le club comprend dix sections sportives : l'athlétisme, le basket-ball, la boxe, le cyclisme, le football, le handball, le jeu de dames, la natation, le tennis de table et le volley-ball.

## Palmarès

### Basket-ball

#### Hommes
- Coupe d'Afrique des clubs champions (1)
  - Vainqueur : 1991
  - Finaliste : 1992

- Championnat du Sénégal (7)
  - Champion : 1986, 1987, 1990, 1992, 1996, 1997, 2002[2]
  - Vice-champion : 1997 et 1992

- Coupe du Sénégal (4)
  - Vainqueur : ? (4 fois)
  - Finaliste : 2021[3]

#### Femmes
- Championnat du Sénégal (1)
  - Champion : 2006[4].

### Football
- Coupe d'Afrique-Occidentale française (2)
  - Vainqueur : 1951, 1952

- Championnat du Sénégal (10)
  - Champion : 1960, 1969, 1973, 1985, 1986, 1988, 1999, 2001, 2002, 2003

- Coupe du Sénégal (6)
  - Vainqueur : 1962, 1969, 1974, 1980, 1984, 1987
  - Finaliste : 1973, 1986, 1991

- Coupe de l'Assemblée Nationale (4)
  - Vainqueur : 1986, 1989, 1991 et 2001
  - Finaliste : 2002, 2003, 2004

- Coupe HCCT (1)
  - Vainqueur : 2022

- Coupe de la CAF (0)
  - Finaliste : 1998

- WAC Africa Cup (1)
  - Vainqueur : 2010

### Handball
- Coupe du Sénégal
  - Finaliste : 2010[5]

## Anciens joueurs

### Basket-ball
- Coumba Cissé (en)
- Claude Constantino
- Fatoumata Diango
- Khady Diop
- Cheikh Fall
- Mathieu Faye
- Mame Maty Mbengue
- Moussa Narou N'Diaye
- Claude Sadio
- Pierre Martin Sagna (en)
- Yacine Diop

### Football
- Moussa Ndao
- Mohammadou Diaw
- Aliou Diallo
- Baye Ali Ibra Kébé
- Adolphe Mendy
- Assane Ndiaye
- Pape Niokhor Fall
- Fara Gomis
- Kalidou Cissokho
- Oumar Dieng
- Pape Malick Diop
- Abdoulaye Khouma Keita
- Pascal Mendy
- Roger Mendy
- Dame N'Doye
- Narcisse Yaméogo
- Baba Touré
- Faal Falilou
- Pape Djibril Diaw

- Ignace Coly
- Séraphin Pucetti
- Habib Ndiaye
- Michel Diatta
- Waly Ndiaye
- Samba N'Diaye
- Nicolas Taimatou
- Joseph Koto